# Гоян Михайло Іванович
Михайло Гоян (також Ґоян, англ. Michael Goyan, нар. 1922 р. — пом. 2020) — український патріот, громадський діяч, науковець, відомий меценат. Разом з дружиною заснували родинний Фонд Марії і Михайла Гоянів «Українську книжку — українським дітям».

## Життєпис
Народився Михайло Гоян у 1922 році в Снятині, що недалеко від Станіслава (нині Івано-Франківськ). Середню освіту здобував у польській гімназії, навчання перервав вступ у Західну Україну радянських військ. Від репатріації в СРСР хлопця врятувало лише те, що був громадянином Польщі. Під час Другої світової війни переховувався від переслідувань гестапівців у лісах, тут вступив до лав Української повстанської армії. Про ці часи згадував:
|  | Два вар’яти, Сталін і Гітлер, прийшли на нашу землю й створили пекло для мільйонів людей. Воювали, знаючи, що перемога неможлива... Гаслом юнаків із Галичини стали слова: «Ліпше загинути за свою державу, ніж потрапити до Сибіру». |

Пробув у лавах УПА два роки, перед небезпекою бути заарештованим радянськими властями, вирушив до Австрії, де довелось вступити до дивізії «СС — Галичина», присягнувши на вірність Україні. Обставини змусили брати участь у боях на Західному фронті. Під час боїв у 1944 році потрапив у полон до американців, де вивчив англійську мову. З Австрії його шлях пролягав до Англії, куди дібрався без взуття: його вкрали у потязі. Працював у вугільній шахті, добуваючи антрацит. Перед тим як влаштуватись на роботу, вивчав на курсах англійську мову. За власні гроші наймав приватного вчителя, який давав йому знання. Допомогло те, що колись у гімназій вивчав латину. Згодом довелось змінити роботу, тому що почав втрачати зір влаштуватися перекладачем у суді, на той час знав російську, німецьку, польську, частково англійську мову. Працюючи в суді, вивчив ще й сербську мову. До цього спонукав суддя-генерал, який був сербом і казав, що знаючи сербську, тебе розумітиме весь світ. Михайло запам'ятав цей приклад патріотизму. «От би ми, українці, так!..» — говорить він.
Під час одного з візитів до Німеччини познайомився з дівчиною з Буковини — Марією: збулась його мрія одружитись з українкою. Після одруження Марія навчалась в Оксфордському коледжі, а Михайло — у вечірній час, вдень він працював. В родині народилось троє дітей — дві доньки Анна-Марія та Мирослава-Оксана-Олександра й син Михайло-Орест-Тарас, яких виховували в українських традиціях. Відкрили домашній бізнес, створивши у Лондоні три дитячих садочки на сто шістдесят дітей. Михайло Гоян починає хворіти, далась взнаки робота у шахті і вологий лондонський клімат, в якому провів 27 років. Це стало причиною переїзду до Австралії. В Аделаїді організували, постільки мали педагогічну освіту, дитячий садок на двадцять місць, де працювали і їхні діти. Дитячий садок користується авторитетом і колишні вихованці приводять сюди вже своїх внуків. В дитячому закладі виховання базується на православних традиціях, шанується українська кухня, зокрема борщ. В групі знаходяться діти різних національностей, які часто чують розповіді про Україну та читають книги київського видавництва «Веселка».
В родині постійно розмовляють українською мовою, дотримуються здорового способу життя: не вживають солі, цукру. Михайло Гоян — відомий в Австралії нумізмат. У 1988 році разом з дружиною за власний кошт виготовив на австралійському монетному дворі 400 срібних і 50 золотих медалей з нагоди 1000-річчя Хрещення Русі-України. Ці медалі зроблені за світовими зразками і не мають аналогів серед нумізматичних об'єктів. Екземпляри зберігаються у музеях Великої Британії, Австралії і США.

## Меценатство в Україні
Михайло Гоян із 1992 року разом з громадянами США, колишнім головним інженером бази ВМС США в Норфолку інженером Василем Мацьківом та Омеляном Мельником, є шефами Українського флоту.
Родина Гоянів спонсорувала ряд важливих українських видань. Вони є спонсорами дитячого видавництва «Веселка».

### Діяльність Фонду «Українську книжку— українським дітям»
Через любов до української книги, під час першого приїзду до України в 1991 році, Марія й Михайло Гояни створили родинний фонд «Українську книжку — українським дітям», стали членами Ліги українських меценатів, заснували декілька премій для переможців Міжнародного конкурсу з української мови імені Петра Яцика. Так під час четвертого конкурсу у 2004 році на Львівщині Марія і Михайло Гояни виділили на його проведення 780 дол.. Також ними, разом з Фундацією ім. І.Багряного (США), від Родинної фундації Марії та Михайла Гоянів «Українська книжка — українським дітям» було подаровано сотні книжок призерам конкурсу.
|  | Ми з дружиною раді, що прилучилися до цього важливого дійства, що сотні дітей, які одержали від нас премії в ході цього турніру в різних кінцях України, написали нам листи, в яких запевняють: ми не будемо національними безбатченками, ми – українці, а мова українська – це найперший наш скарб. Тому не мають рації ті, хто нарікає: от, мовляв, краще б на щось інше надали меценати свої кошти. Наші кошти – наше право вирішувати, куди їх давати. У цьому ж разі ми, як правильно вважав світлої пам’яті Петро Яцик, інвестуємо у майбутнє. До чого й усіх інших закликаємо. |

Щорічно Михайло Гоян в рамках діяльності Фонду «Українську книжку — українським дітям» купляє на 500 тис. австрійських доларів книги і розвозить по містах України в бібліотеки та школи. Наніс візити в Крим, Карпати, Донецьк, Івано-Франківськ, Одесу, Чернігів, Львів. Такі книги отримали і сирітські будинкам з різних областей України.
У 2001 році родині Михайла і Марія Гоян Лігою українських меценатів було вручено премію імені Євгена Чикаленка за самовіддану благодійну діяльність, яка сприяє національному відродженню України.
У 2005 році Михайло Гоян був присутній на відкритті XIII Канадсько-Українського Бібліотечного Центру, спонсором проекту є д-р Марія Фішер-Слиж (Канада), при Херсонській Обласній Універсальній Науковій Бібліотеці імені Олеся Гончара. Бібліотеці від мецената було подаровано книги.
В цьому ж році 9 листопада, у День української писемності і мови, Національна радіокомпанія України проводила свято рідної мови на Українському радіо. В рамках свята було прочитано радіодиктант, спонсором якого став Михайло Гоян.
У жовтні 2010 року Михайло Гоян побував у Тернопільській області, де зустрівся із владикою Тернопільсько-Зборівської єпархії УГКЦ Василем Семенюком у Зарваницькому духовному центрі і подарував місцевому храму церковну чашу із срібла з позолотою, а музею кардинала Йосипа Сліпого було подаровано срібну ювілейну медаль до тисячоліття християнства в Україні, виготовлену за кошти мецената.

### Діяльність Гояна, як колекціонера
Під час відвідин України Михайло Гоян передає медалі з своєї колекції відомим музейним установам. Дві карбовані медалі із зображеннями святих Ольги і Володимира та сценою хрещення на Дніпрі пан Гоян подарував Національному банку України, ще дві — Національному музею історії України, є медалі і у Львівському та Тернопільському музеях. У 2005 році стався інцидент під час перевезення на Україну 44 екземплярів срібних медалей вагою 28,38 грамів для передачі в музеї та для нагородження відомих діячів України. Ці подарунки були затримані на митниці в Борисполі. Крім медалей було привезено срібну тарілку з позолотою та срібно-золоту чашу, прикрашену хрестами з дорогоцінними каменями для Національного банку України або Національного музею.

## Видання Михайла Гояна
- Фундація Українознавчих Студій в Австралії. Добре ім'я — найкраще багатство [Архівовано 15 червня 2020 у Wayback Machine.] (2000)
- Сіячі добра і духовності [Архівовано 15 червня 2020 у Wayback Machine.] (2005)